# The Surfrajettes
The Surfrajettes és un grup de música surf instrumental de Toronto format exclusivament per dones.

## Trajectòria
The Surfrajettes es va formar a Toronto el 2015. La guitarrista Nicole Damoff, que prové del blues, i la també guitarrista Shermy Freeman es coneixen des de l'escola secundària. La baixista Sarah Butler havia tocat anteriorment en grups de rockabilly com The Millwinders i Real Gone.
El 2018 el grup va guanyar repercussió arran d'una versió instrumental de la cançó «Toxic» de Britney Spears. El 2022 The Surfrajettes va publicar el seu àlbum de debut Roller Fink. L'àlbum es va gravar a The Woodshed Studio de Toronto amb el productor Colin Cripps, membre del grup de surf rock C&C Surf Factory.

## Discografia

### Àlbums
- Roller Fink (2022)
- Easy As Pie (2024)[7]

### Senzills i EP
- The Surfrajettes (2017)
- Party Line/Toxic (2018)
- Hale’iwa Hustle b/w Banzai Pipeline (2020)
- Marshmallow March/All I Want for Christmas is You (2022)
- El Condor Pasa (2022)
- Banshee Bop (2022)